# Lezginski narodi
Lezginski narodi, jedna od tri glavne skupine dagestanskih naroda naseljenih na sjeveroistoku Kavkaza koju čine zajedno s avarsko-andodidojskim i laksko-darginskim narodima i ulaze u sastav sjeveroistočne kavkaske ili nahsko-dagestanske etnolingvističke porodice. Ovu grupu malenih naroda od preko 240,000 govornika u Dagestanu i 170,000 u Azerbajdžanu čine: Aguli (Агулы) 12,000, Arčinci (Арчинцы) manje od 1,000, Lezginci (Lezgini; Лезгины), Rutuli (Рутулы) 15,000, Cahuri (Цахуры) 11,000, Tabasarani (Табасараны) s 90,000, Hinalugi (Хиналугцы) 1,500, Buduhi (Будухи) 2,000, Udini (Удины) 3,700 i Krizi (Крызы, Kryzy) 6,000.